# Erg Chegaga

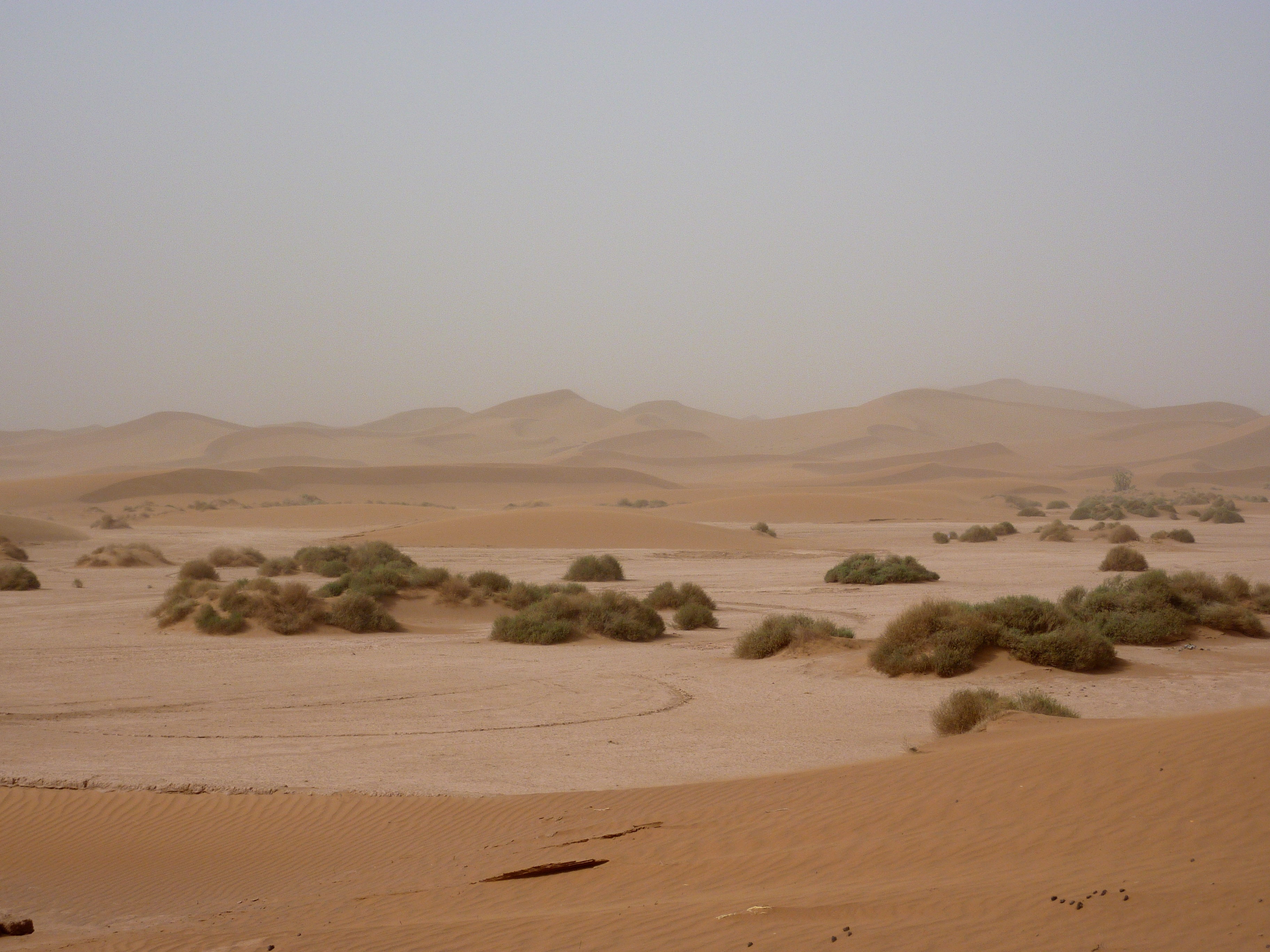
Sandwüste des Erg Chegaga

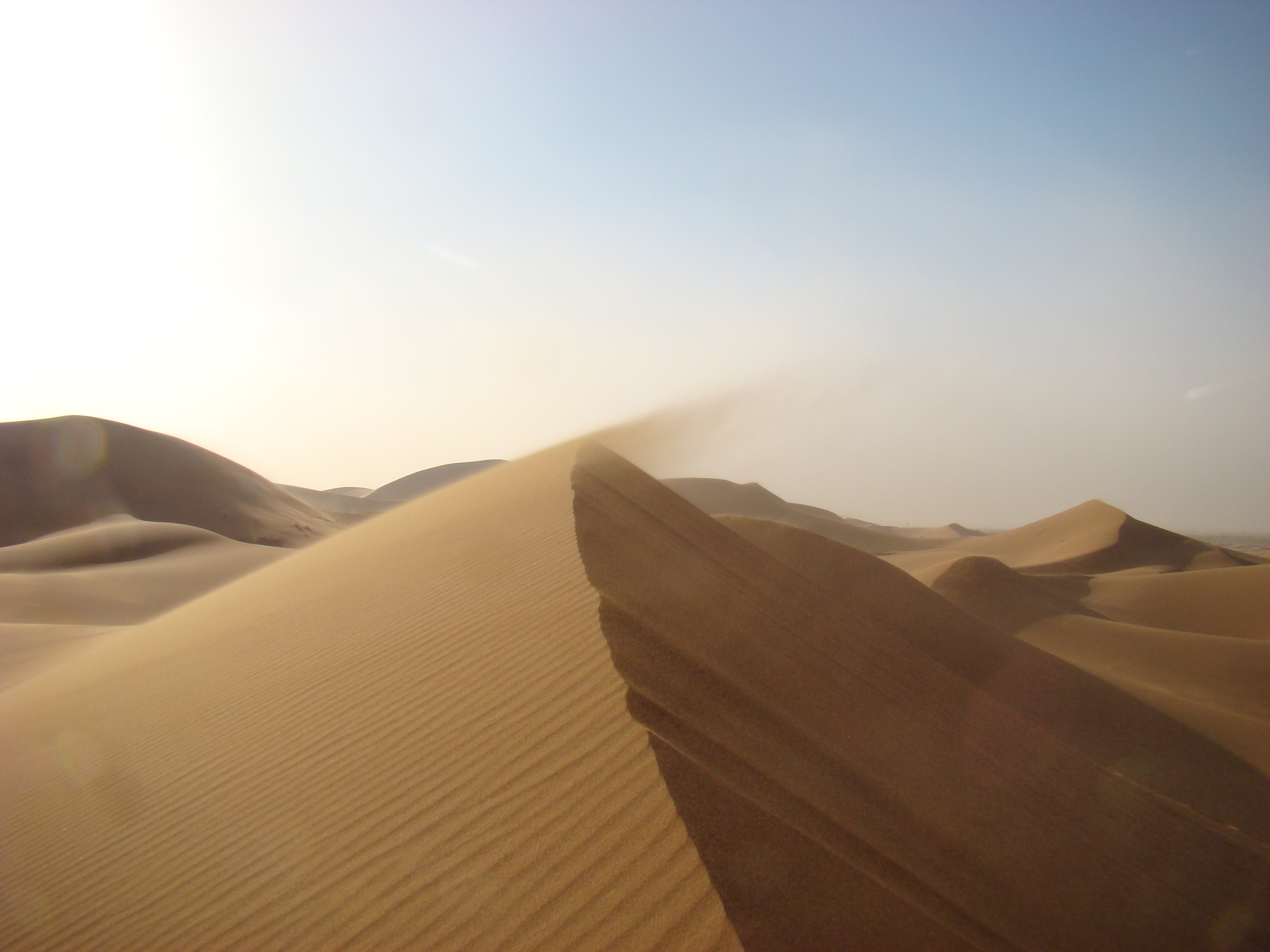
Sandwüste des Erg Chegaga

Der Erg Chegaga (auch Erg Chigaga, arabisch عرق شقاق) ist – noch vor dem Erg Chebbi bei Merzouga – die größte Sandwüste (Erg) in Marokko.

## Lage
Das etwa 150 km² große Gebiet der maximal etwa 80 bis 100 m hohen Sanddünen des Erg Chegaga befindet sich etwa 50 km westlich von M’hamid El Ghizlane bzw. etwa 50 km südöstlich von Foum Zguid unweit der nicht exakt definierten, aber mit Grenzzaun befestigten Grenze zu Algerien. Die menschenleere Region ist am schnellsten mit einem Geländefahrzeug, mit einem Kamel und in Begleitung eines ortskundigen Führers zu erreichen.

## Tourismus
Die Sandwüste des Erg Chegaga ist weitaus ursprünglicher als die des Erg Chebbi. Da sie bis ungefähr 1990 in einer militärischen Sperrzone lag, wurde sie seltener von Touristen besucht. Touren und Führer können in den Ortschaften M'hamid und Foum Zguid bei lokalen Veranstaltern oder auch im Westen gebucht werden, die dann mit marokkanischen Reiseführern, Kameltreibern und Begleitern zusammenarbeiten. Meistens sind kühle Nächte in einem Zeltcamp oder im Schlafsack unter freiem Himmel vorgesehen. Eine Überquerung des ausgetrockneten Wadi Draa und ein Ausflug zur nahegelegenen Heiligen Oase von Oum Lâalag sind möglich. Oktober bis März ist die geeignete Reisezeit, in den Sommermonaten Juni bis August werden wegen der großen Tageshitze in der Wüste üblicherweise keine Touren angeboten.